# Cabot (libèl·lula)
El cabot (Libellula depressa) és un odonat anisòpter de la família dels libel·lúlids. És fàcil d'identificar degut al seu gran abdomen aplanat i a les bases negres de les quatre ales. En el mascle, l'abdomen és blau pruïniscent mentre que la femella és marró.
La seva distribució comprèn des d'Europa fins al centre d'Àsia. Viuen en una varietat àmplia d'aigües estancades o de corrent dèbil, generalment en masses d'aigua petites, assolellades i amb vegetació.
Els adults es poden veure des de finals d'abril fins a mitjans de setembre, amb un màxim d'abundància entre maig i juny.